# Saint-Pons-de-Thomières

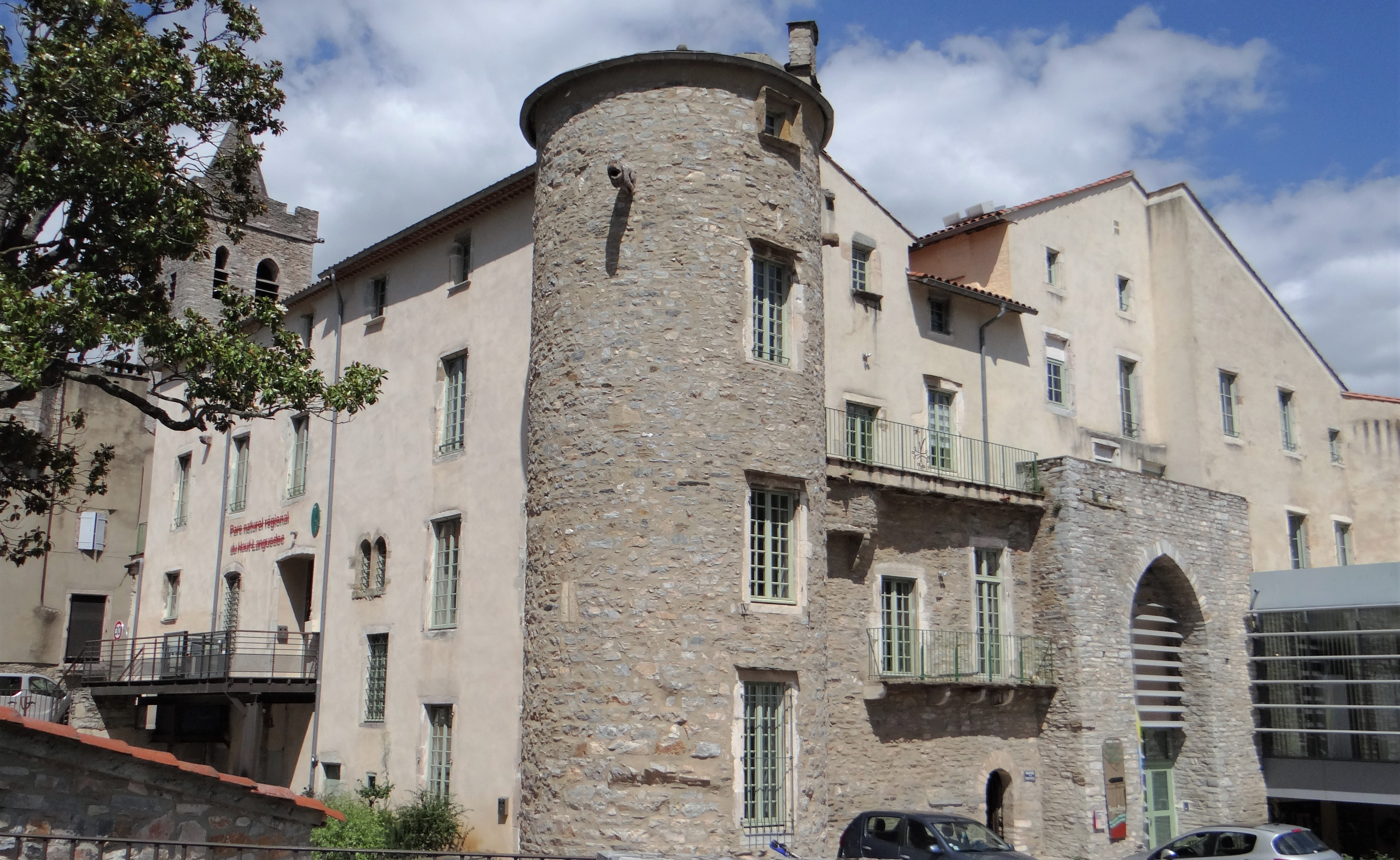
Ortsbild mit Resten der Stadtmauer

Saint-Pons-de-Thomières ist eine französische Gemeinde mit 1.718 Einwohnern (Stand 1. Januar 2022) im Département Hérault in der Region Okzitanien.

## Lage und Klima
Saint-Pons-de-Thomières liegt gut 50 km nordwestlich von Béziers in einer Höhe von ca. 320 m im Tal des Flüsschens Jaur und der Einmündung seines Zuflusses Salesse. Das Klima wird sowohl von den Bergen des Zentralmassivs als auch vom Mittelmeer beeinflusst; Regen (ca. 1000 mm/Jahr) fällt überwiegend im Winterhalbjahr.

## Bevölkerungsentwicklung
| Jahr                       | 1800 | 1851 | 1901 | 1954 | 1999 | 2020 |
| -------------------------- | ---- | ---- | ---- | ---- | ---- | ---- |
| Einwohner                  | 4506 | 7056 | 3040 | 3083 | 2287 | 1749 |
| Quellen: Cassini und INSEE |      |      |      |      |      |      |

Der stetige Bevölkerungsrückgang im 20. Jahrhundert ist im Wesentlichen auf die etwas abgelegene Lage der Kleinstadt zurückzuführen.

## Wirtschaft
Die Umgebung des Ortes wird von der Land- und Forstwirtschaft dominiert. Im Ort selbst haben sich kleinere Unternehmen angesiedelt. Etwa 3 km östlich befinden sich Marmorsteinbrüche (Marbrières du Jaur).

## Geschichte
Die Gegend wurde schon in prähistorischer Zeit von Jägern und Sammlern durchstreift. Eine das Patrozinium des hl. Pontius von Cimiez (französisch Saint-Pons) tragende ehemalige Abtei wurde im Jahr 936 von Graf Raimund III. von Toulouse gegründet; sie war namengebend für den Ort. In den Jahren 1317/18 schuf der in Avignon residierende Papst Johannes XXII. das Bistum Pons, das bis zum Konkordat von 1801 zwischen Napoleon und dem Heiligen Stuhl offiziell Bestand hatte.

### Saint-Pons im Zweiten Weltkrieg
In einem Bericht des von Ernst Kundt geleiteten „Referat Kult E“ im Berliner Auswärtige Amt werden kurz vor dem Waffenstillstand von Compiègne (1940) 13 Internierungslager auf französischem Boden aufgezählt, in denen sich deutsche Staatsbürger aufhalten könnten. Eines der 13 Lager soll sich in Saint-Pons befunden haben.:S. 335
Eggers ist sich aber sicher, dass zum Zeitpunkt des Berichts das Lager in Saint Pons bereits aufgelöst worden war Er datiert dessen Existenz auf den Zeitraum Dezember 1939 bis April 1940.:S. 566 Detaillierte Informationen über dieses Lager liegen nicht vor. Ein Findebuch der Archives départementales de l’Hérault erwähnt es im Zusammenhang mit der „Internierung von Ausländern im Falle einer Mobilmachung. 1926-1940“ (Internement des étrangers en cas de mobilisation) und verweist unter anderem auf die dort archivierten „Dossiers über die Räumlichkeiten, die genutzt werden könnten, Namenslisten und Karteikarten über deutsche Staatsangehörige, Namenslisten mit Berufsverzeichnis der Ausländer in den Lagern von Olargues, Saint-Pons-de-Thomières und Montpellier, Listen von Namenslisten der zu verhaftenden italienischen Staatsangehörigen“.:S. 26 Der Aktentitel und die Beschreibung von deren Inhalt legen nahe, dass es sich bei dem Lager in Saint-Pons um eine Einrichtung für unerwünschte Ausländer gehandelt hat, wie sie von den französischen Behörden in großer Zahl nach dem Ausbruch des Zweiten Weltkriegs eingerichtet wurden.
Dem Vorrücken der deutschen Wehrmacht im Westfeldzug ging eine Flüchtlingswelle voraus, die Menschen aus den später so genannten Beneluxländern und Nordfrankreich in den Süden Frankreichs verschlug. Nivet spricht von 1,5 bis 2 Millionen Belgiern, die vor dem Sommer 1940 die Somme überquert hätten.:Abschnitt 26 Auf welchem Wege einige von ihnen auch den Weg nach Saint-Pons gefunden haben, ist nicht bekannt. Angesichts der in Frankreich verbreiteten Ressentiments gegenüber den Belgiern wegen der aus französischer Sicht verfrühten Kapitulation Belgiens vor den deutschen Truppen:Abschnitt 31, scheinen die Flüchtlinge in Saint-Pons wohlwollend aufgenommen worden zu sein. Das legt zumindest eine Erinnerungstafel nahe, die sich an einer Säule am Eingang des Vorgartens des Rathauses befindet. Deren Inschrift lautet: „In Anerkennung und Dankbarkeit an die Stadt St-Pons – Die belgischen Flüchtlinge 1940“.
Am 12. November 1942 wurde in Saint-Pons Jean de Lattre de Tassigny, der spätere Marschall von Frankreich, verhaftet. Er hatte sich, nachdem die deutsche Wehrmacht im Rahmen der Operation Anton in die „unbesetzte, freie Zone“ eindrang, entschlossen, entgegen den Anweisungen des Vichy-Regimes eine Streitmacht gegen die deutschen Besatzer zu organisieren und Widerstand zu leisten. Saint-Pons widmete ihm für diesen Akt des Widerstandes eine Ehrentafel (siehe Bildergalerie).
In der Region um Saint-Pons operierten mehrere Widerstandsgruppen, die meist den Francs-tireurs et partisans (FTPF) oder den Forces françaises de l’intérieur (FFI) nahestanden. Widerstandskämpfer des Maquis du Saumail und des Maquis de la Montagne Noir griffen am 19. August 1944 in der Nähe von Saint-Pons eine aus Toulouse kommende Kolonne deutscher Infanteristen an. Weitere Kämpfe dauerten bis zum 22. August und forderten viele Opfer unter den Maquisades. Den deutschen Vormarsch konnten sie allerdings nicht aufhalten. Die Deutschen drangen gar in Saint-Pons ein und drohten die Zerstörung des Dorfes an. Sie verzichteten darauf aber, als der Befehlshaber der deutschen Truppen das Krankenhaus besuchte und dort feststellte, dass die verwundeten Deutschen und die verwundeten Widerstandskämpfer dort gleichermaßen versorgt wurden.
In Saint-Pons erinnert ein Denkmal an die Kämpfe vom August 1944. Eine Gedenktafel trägt die Namen von 36 Opfern – Morts pour la France. (siehe Bildergalerie) Ein Name ist auf dieser Gedenktafel nur unvollständig eingetragen: der von Souleyman Diallo (* 1911 in Sareselbaldi (Guinea) – verwundet im Kampf am 19. August 1944 nahe Saint-Pons-de-Thomières, gestorben am 23. August 1944 in La Salvetat-sur-Agout), der nur unter seinem Vornamen aufgeführt ist. Diallo gehörte den französischen Kolonialtruppen an, wurde von den Deutschen gefangen genommen und in ein Kriegsgefangenenlager nach Deutschland verbracht. Da die Deutschen auf Dauer aber die Anwesenheit von Schwarzen auf deutschem Boden nicht duldeten, wurde Diallo im Herbst 1940 nach Frankreich zurückgebracht und in einem Frontstalag interniert. Diallo konnte fliehen und schloss sich dem Widerstand an. Sein Name steht neben der Gedenktafel in Saint-Pons auch auf einer auf dem Friedhof von La Salvetat.
Auf der rechten Seite der Gedenktafel findet sich auch ein Eintrag für Charles Barthès. Ihm ist in Saint-Pons noch ein eigener Gedenkstein gewidmet. (siehe Bildergalerie) Bartès, der seit 1942 in der Résistance kämpfte, war am Morgen des 22. August 1944 zusammen mit einem Kameraden unterwegs, um einen mit Munition beladenen Lastwagen in Sicherheit zu bringen. Die beiden fielen einer deutschen Patrouille in die Hände, die auf sie gegen 8.30 Uhr auf einem Schulhof in der Nähe des Rathauses von Saint-Pons zwei Schüsse abgab. Charles Barthès war sofort tot, sein Kamerad Roger Houlès brach ebenfalls zusammen, war aber nur verwundet und konnte kurz darauf fliehen.
In all den Jahren seit dieser Geschehen ist die Erinnerung daran in Saint-Pons nicht verblasst. Auch 2023 fand erneut eine Gedenkzeremonie statt. Bei dieser Zeremonie wurde ebenfalls, wie auch früher schon, zweier russischer Soldaten gedacht. Paul Markelow (damals 21 Jahre alt) und Alexis Strakow (25 Jahre) hatten sich der Résistance angeschlossen und fielen Im Sommer 1944 bei bewaffneten Auseinandersetzungen. Sie wurden auf dem Friedhof von Saint-Pons begraben, wo ihre Gräber vom lokalen Komitee der Organisation Le Souvenir français gepflegt werden.
Schwieriger sind die Hintergründe einer weiteren Gedenktafel in Saint-Pons zu ergründen, durch die „die sowjetischen Bürger“ ihre Dankbarkeit gegenüber der Gemeinde zum Ausdruck bringen. In den Archives départementales de l’Hérault findet sich ein Hinweis auf „Korrespondenz, Telegramme, Anweisungen, numerische Aufstellungen, Namenslisten [u. a. bezüglich des Aufnahmezentrums für sowjetische Staatsangehörige in Saint-Pons], Berichte der Gendarmerie“.:S. 22 In weiteren Archivunterlagen findet sich der Hinweis auf „weibliche sowjetische Staatsangehörige über 14 Jahre, die im Aufnahmezentrum Saint-Pons untergebracht waren (Juni 1945)“, und Pavel M. Polian erwähnt Saint-Pons als einen von 130 Standorten von Repatriierungslagern für Sowjetbürger in Frankreich (camps de rapatriement soviétiques en France). Vor dem Hintergrund, dass die Repatriierungen der Sowjetbürger nach 1945 fast durchweg Zwangsmaßnahmen auf Druck des stalinistischen Herrschaftssystems waren (siehe: Operation Keelhaul), bleibt die Frage unbeantwortet, wer mit dieser Gedenktafel wem für was dankt.

### Die Harkis von Plô de Mailhac
„Le Plo de Mailhac, ein Ort mitten im Nirgendwo zwischen St-Pons und Ste Colombe“ (Lage), war der Ort, an dem von 1963 bis 1974 von 1963 bis 1974 etwa 140 Harkis-Familien in einer Barackensiedlung lebten – in prekären Verhältnissen, lange Zeit ohne fließendes Wasser und Strom und weit weg von allem. Die Männer arbeiteten für die Nationale Forstbehörde ONF, die Kinder wurden in einer eigenen Schule im Camp unterrichtet.
Nach der Auflösung des Camps wurden die Familien in das zu Saint-Pons gehörende Les Marbrières du Jaur umgesiedelt.
An die Geschichte der Harkis in Saint-Pons erinnern heute zwei Gedenkorte. Im Juni 2011 wurde auf dem ehemaligen Lagergelände zwei Stelen errichtet. Die größere trägt eine Tafel mit den Namen der etwa 140 Harkis-Familien, die kleinere ein Tafel mit der Inschrift: „Die Französische Republik // in Würdigung des Weges und des Werkes //, das die Harkis, die ehemaligen Mitglieder der Hilfstruppen, // in den Waldhütten // vollbracht haben, und der Familien, die dort gelebt haben.“ Die Stelen sind auf den Webseiten der Harkis Dordogne abgebildet, aber auch sehr gut bei Google-Maps (Saint-Pons-de-Thomières, Frankreich).
Bei dem Denkmal im Zentrum von Saint-Plons ist unklar, ob es in direktem Zusammenhang zu dem Lager von Plô de Mailhac steht oder ganz allgemein Ausdruck des nationalen Gedenkens an das den Harkis angetane Unrecht ist.

Erinnerungen an den Widerstand im Zweiten Weltkrieg und an die Harkis
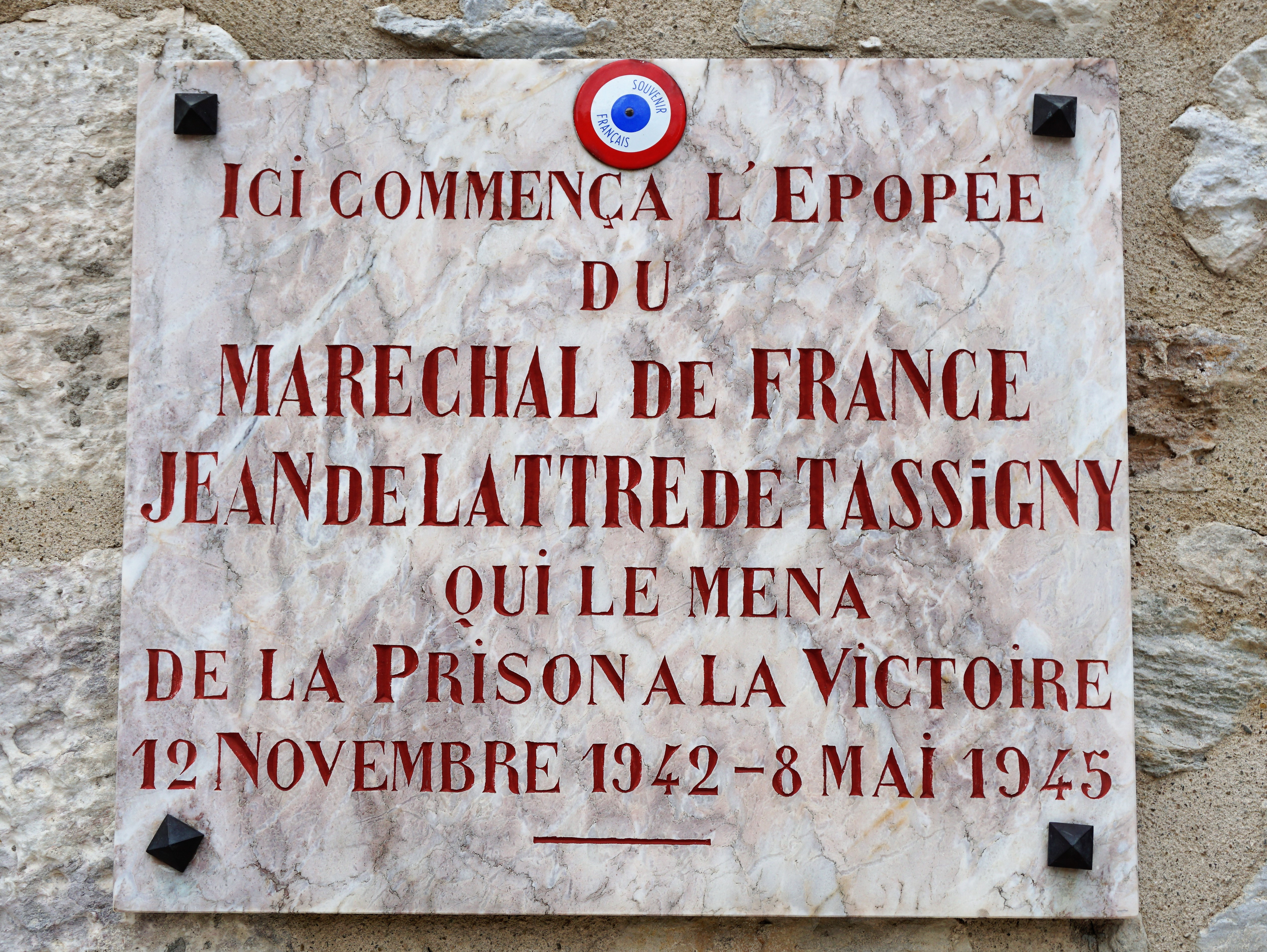
Hier begann das Heldenepos des französischen Marschalls Jean de Lattre de Tassigny, das ihn aus dem Gefängnis zum Sieg führte. 12. November 1942-8. Mai 1945
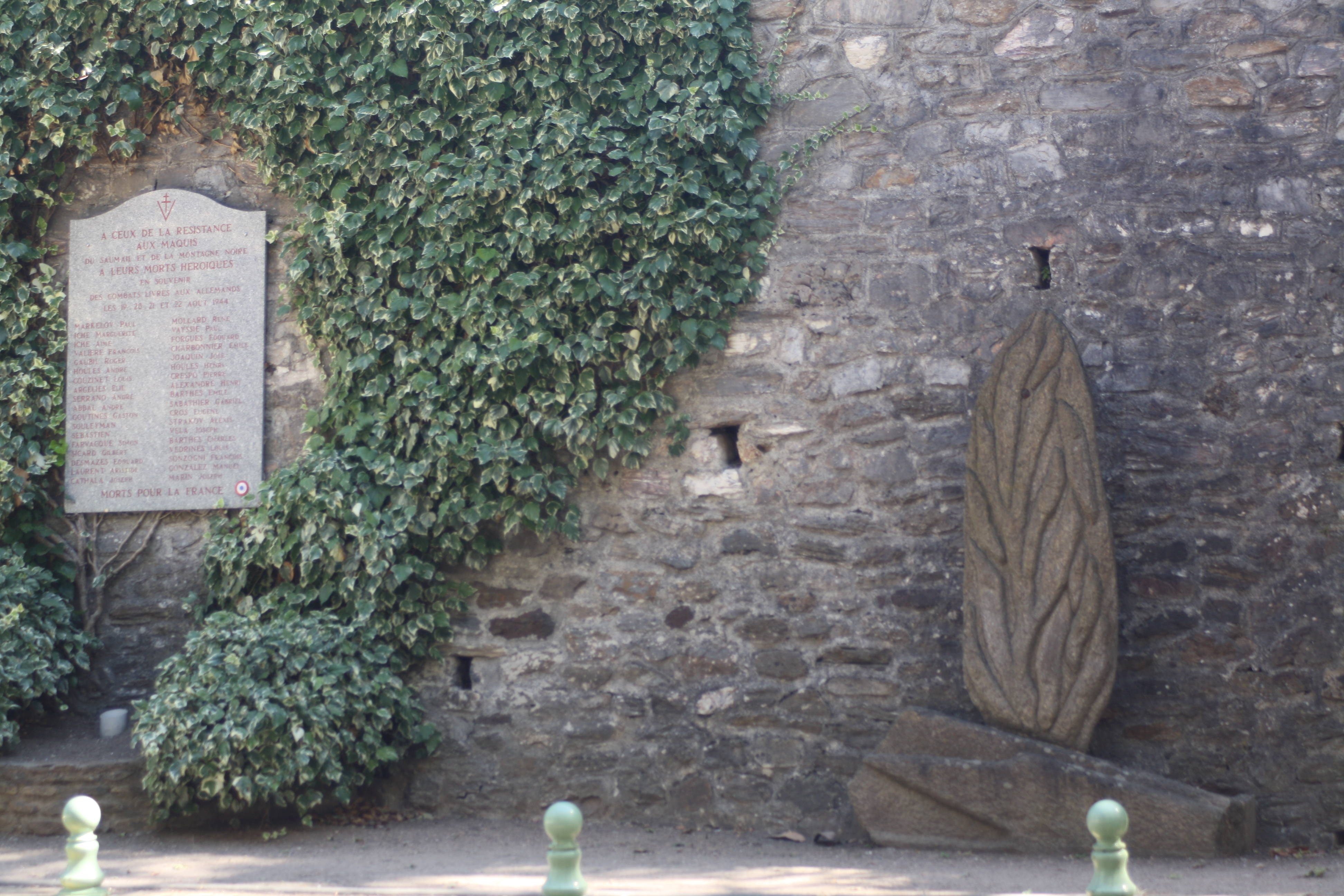
Denkmal zur Erinnerung an die Kämpfe der Maquisades gegen die deutschen Truppen
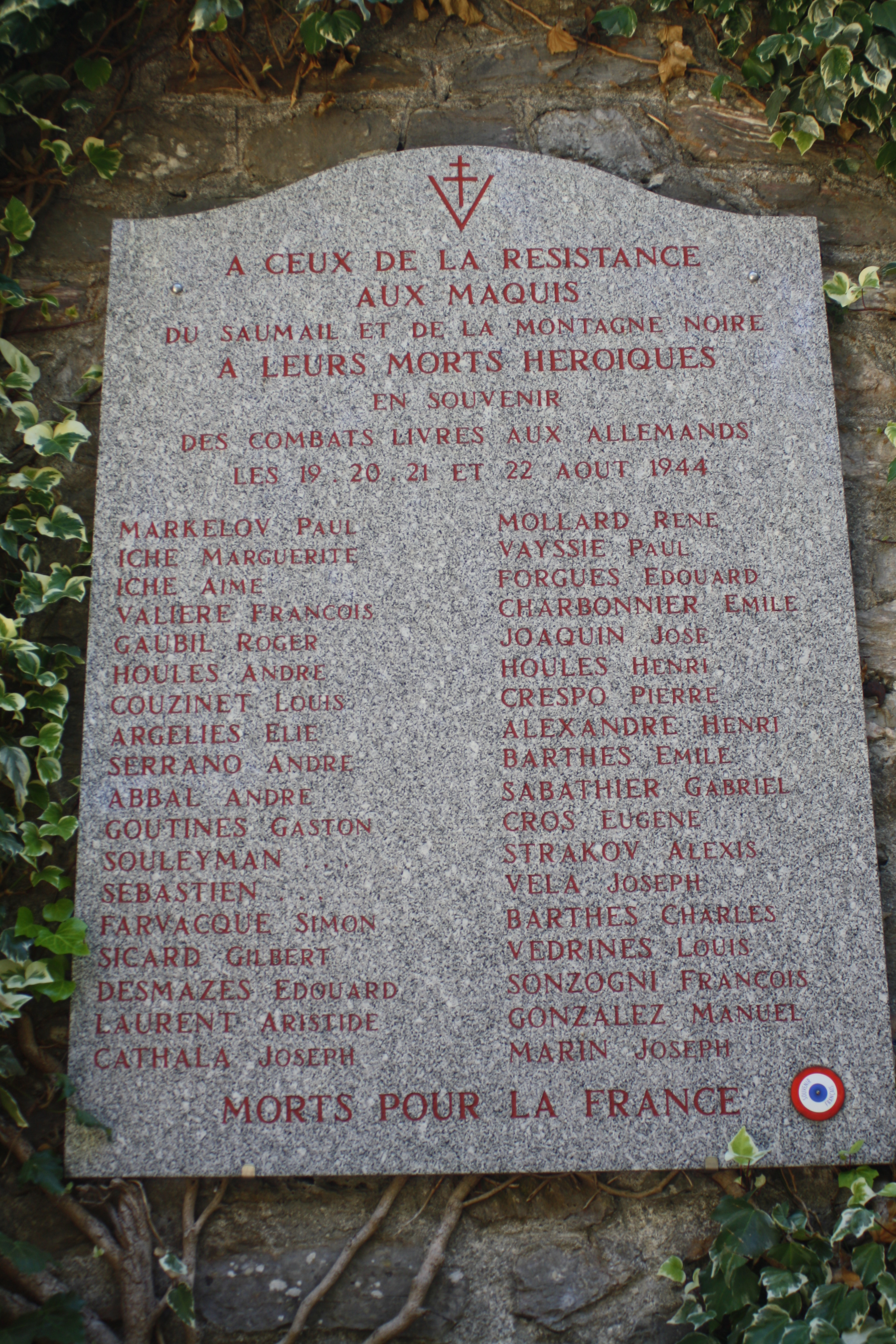
Ehrentafel am Denkmal mit den Namen der Getöteten unter der Inschrift: „An die Widerstandskämpfer der Maquis du Saumail und der Montagne Noir // an ihre gefallenen Soldaten in Erinnerung an die Kämpfe, die sie den Deutschen lieferten“
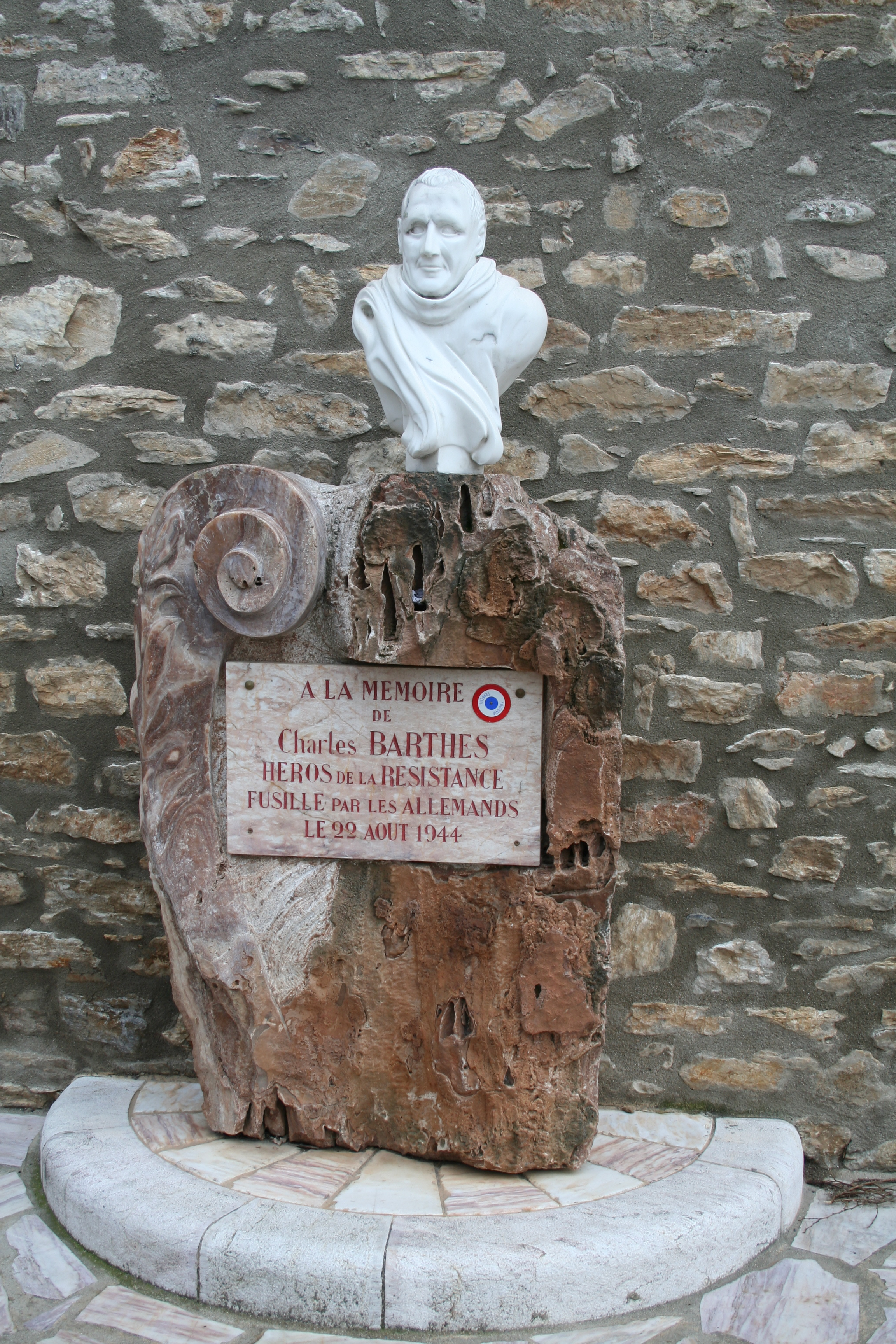
„Zum Gedenken an Charles Barthès // Held des Widerstands // Von den Deutschen erschossen // Am 22. August 1944“
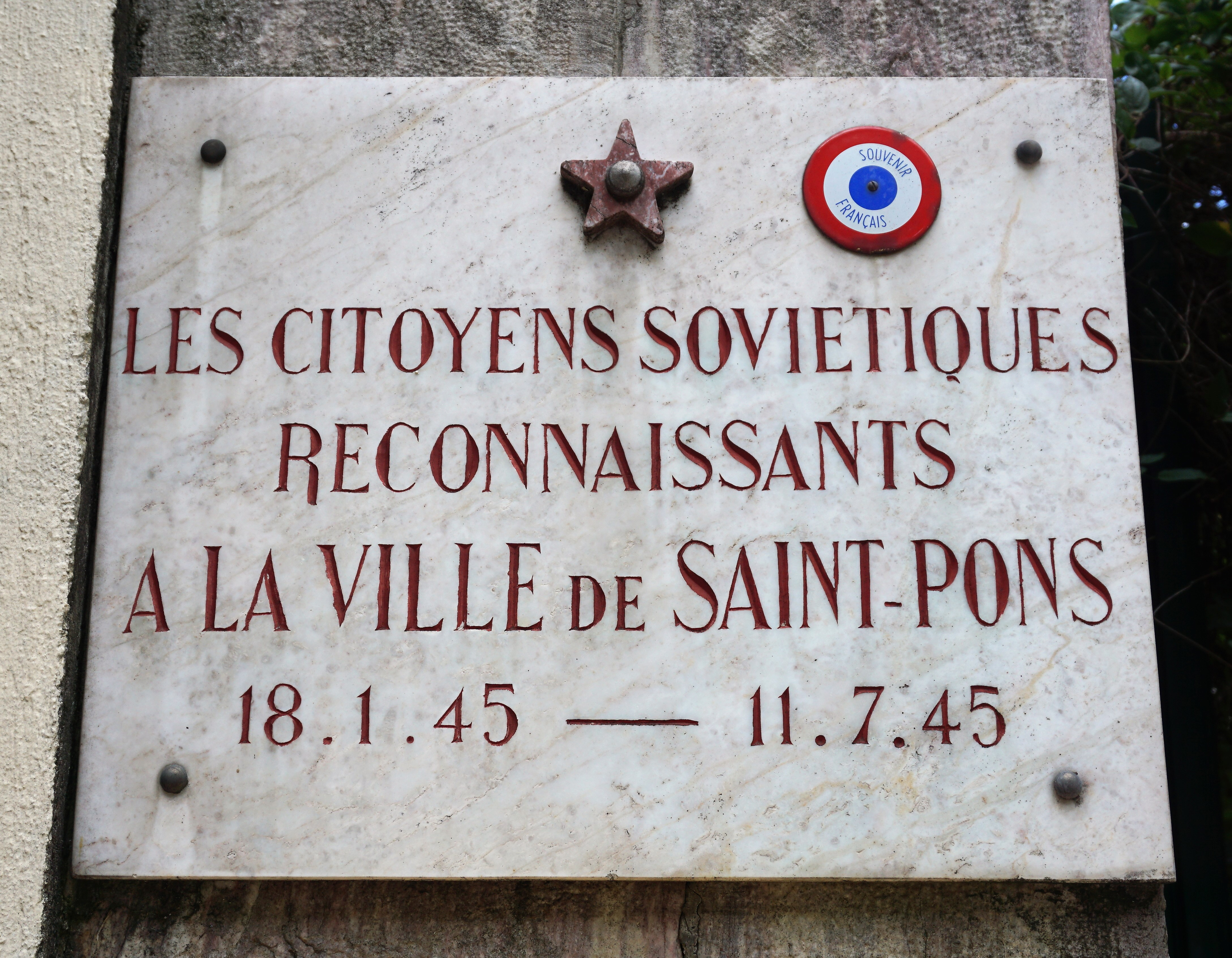
„Die sowjetischen Bürger // In Dankbarkeit // Der Stadt St. Pons // 18. 1. 45 – 11. 7. 45“
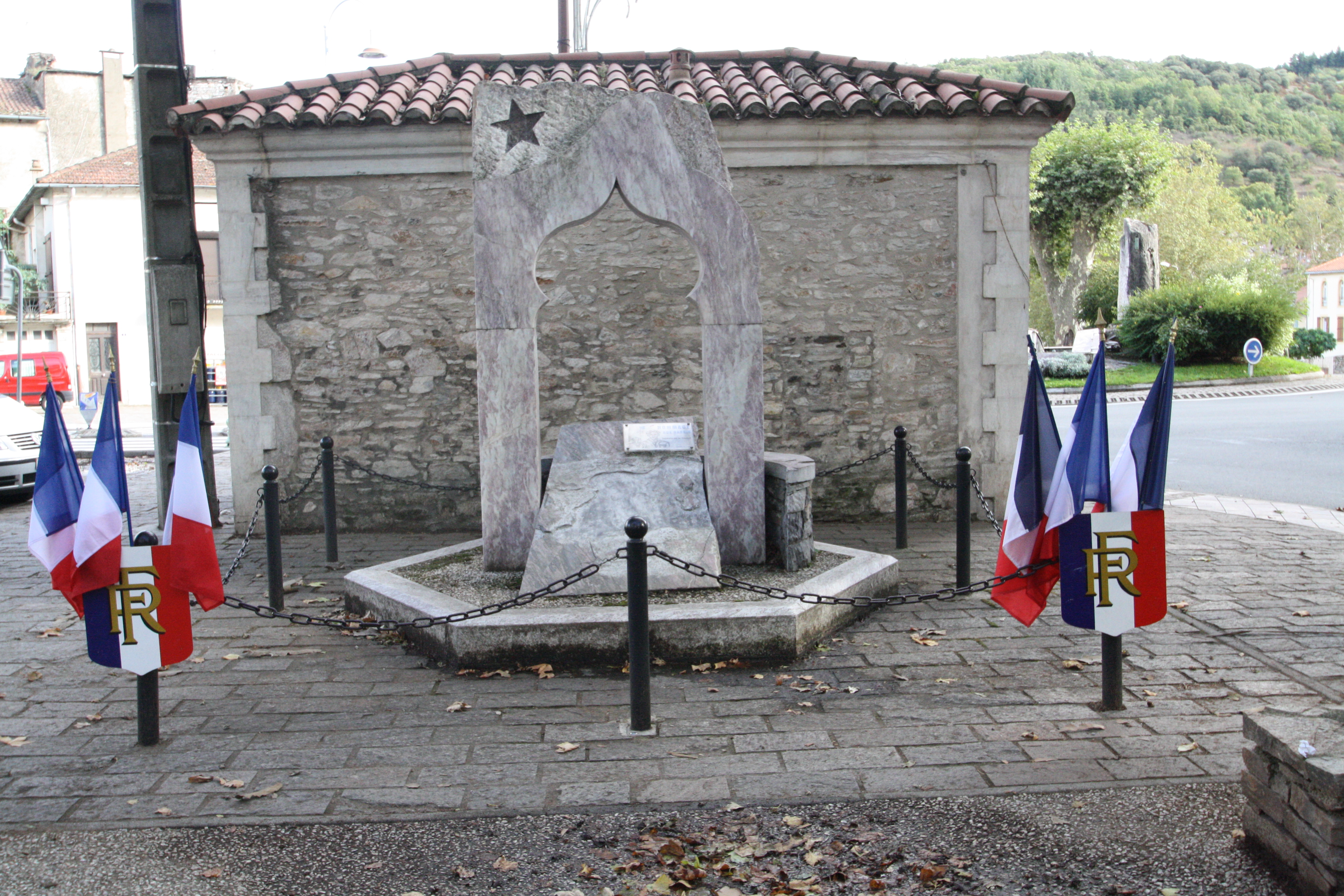
Das Harkis-Denkmal von Saint-Pons

## Sehenswürdigkeiten
- Die ehemalige Kathedrale von Saint-Pons-de-Thomières hat romanische Ursprünge; nach den Hugenottenkriegen (1562–1598) erhielt sie jedoch ihr heutiges Aussehen mit z. T. ca. 4,50 m dicken Mauern.
- Von der mittelalterlichen Stadtbefestigung (remparts) haben sich noch Reste erhalten; imposant ist der Tour du Comte Pons.
- Im Musée de Préhistoire Régionale sind u. a. der Statuenmenhir de Salverguettes aus dem 3. oder 2. Jahrtausend v. Chr. sowie andere Exponate ausgestellt.
- Die aus Bruchsteinen gebaute Chapelle Notre-Dame-du-Jaur steht am Ortsrand. Sie wurde angeblich von einem in einem Unwetter geretteten Ritter erbaut. Nach ihrer Zerstörung in der Zeit der Hugenottenkriege wurde sie wieder aufgebaut.
- Im Ort befindet sich die Verwaltung des Regionalen Naturparks Haut-Languedoc mit dem Maison du Parc.